# Pianoconcert nr. 5 (Mozart)
Pianoconcert nr. 5 in D-majeur, KV 175, is de facto het eerste eigen pianoconcert van Wolfgang Amadeus Mozart. Hij schreef het driedelig werk op zeventienjarige leeftijd te Salzburg.

## Orkestratie
De voorgeschreven bezetting van het uitvoeringsensemble is
- een klavierinstrument (klavecimbel of fortepiano)
- strijkers (eerste en tweede violen, altviolen, celli, contrabas)
- twee hobo's
- twee hoorns
- twee trompetten (ad libitum)
- pauken (ad libitum)

## Onderdelen
Het concert kent twee versies.
De eerste 'Salzburger tournee-versie' (gecomponeerd in Salzburg in december 1773) bestaat uit drie delen:
1. Allegro
2. Andante ma un poco adagio
3. Allegro

Voor de tweede 'Weense concertversie' (1783) verruilde Mozart het afsluitende derde deel voor een nieuw Rondo - Allegretto grazioso (KV 382)